# Külsheim
Külsheim è un comune tedesco di 5 321 abitanti,, situato nel land del Baden-Württemberg.